# 3079 Шиллер
3079 Шиллер (3079 Schiller) — астероїд головного поясу, відкритий 24 вересня 1960 року.
Тіссеранів параметр щодо Юпітера — 3,337.